# Biannianti
Biannianti is in de Chinese historiografie de benaming voor geschiedschrijving in de vorm van annalen. De term betekent letterlijk de vorm van de ordening in jaren. Deze vorm wordt in de Chinese geschiedschrijving op uitgebreide schaal toegepast. De vroegste voorbeelden zijn de Bamboe-annalen en de Lente- en herfstannalen, de laatste traditioneel toegeschreven aan Confucius. In beide werken zijn de gebeurtenissen uiterst summier en in strikt chronologische volgorde beschreven. Lente en Herfst was in het oude China een veel gebruikte metonymie om het begrip jaar weer te geven en werd daarom vaak gebruikt in titels van annalistisch opgezette of kroniekachtige geschiedwerken.

## Ontstaan
Geschiedschrijving in de vorm van annalen vond in China zijn oorsprong in het idee dat de orde in kosmos, natuur en samenleving werd beïnvloed door het gedrag van de heerser. Van oudsher werden de woorden en daden van een heerser daarom door speciaal daarvoor aangestelde functionarissen genoteerd. Zij werden optekenaar (shi, 史) genoemd. Die optekeningen werden genoteerd in dagboeken van activiteit en rust, dagelijkse overzichten van uitspraken en daden gedaan door de Chinese heerser. Na de dood van de keizer werden die dagboeken samengevat tot ware optekeningen, overzichten van de belangrijkste verordeningen, bekendmakingen en voorschriften. Deze vormden op hun beurt de basis voor de keizerlijke annalen in de dynastieke geschiedenissen, waarbij in strikt annalistische vorm de officiële regeringsdaden van de keizer werden beschreven.

## Ontwikkeling
Tot in de eerste eeuw v.Chr. was geschiedschrijving in de vorm van annalen de enige vorm van geschiedschrijving. Zij werd minder prominent toen Sima Qian (ca. 145 v.Chr. - ca. 86 v.Chr.), in zijn Shiji (de eerste dynastieke geschiedenis) de keizerlijke annalen combineerde met andere vormen van geschiedschrijving (zoals liezhuan, exemplarische overleveringen of shu, verhandelingen). Deze combinatie van verschillende vormen werd jizhuanti genoemd en werd in navolging van de Shiji bij elke volgende officiële dynastieke geschiedenis gebruikt. Dit gaf deze vorm van geschiedschrijving een hoge status. 
Bij particuliere geschiedschrijving bleef de annalistische vorm wel de belangrijkste vorm. Zij kreeg weer een prominente plaats binnen de Chinese historiografie toen Sima Guang (1019-1086) tussen 1066 en 1084 zijn Zizhi tongjian, de Doorlopende spiegel tot hulp bij het bestuur samenstelde. Het werk vormde een op strikt annalistische wijze samengestelde algemene geschiedenis van China voor de periode 403 v.Chr.-959 na Chr. en werd op grote schaal nagevolgd. In het traditionele classificatiesysteem van de Chinese literatuur binnen het onderdeel geschiedschrijving werd een speciale categorie biannianti gevormd. In Siku quanshu, de catalogus van de keizerlijke bibliotheek uit 1798 worden in deze categorie 75 werken genoemd. Annalen bleven aldus een prominente rol in de Chinese historiografie spelen.

## Gebruikte literatuur
- Wilkinson, Endymion, Chinese History. A New Manual, Cambridge Ma (Harvard University Asia Center, for the Harvard-Yenching Institute), 2018, 5th edition, (Harvard-Yenching Institute monograph series, 100), ISBN 9780998888309, hoofdstuk 48 Annals, pp.679-688